# Heidi Hansen
Pour les articles homonymes, voir Hansen.
Heidi Hansen, nom de scène de Gerti Heibl (née le 1er mars 1952) est une actrice allemande.

## Biographie
Heidi Hansen est une actrice principalement du début au milieu des années 1970, notamment une partenaire de films de divertissement, faire-valoir des chanteurs de schlager Chris Roberts et Roy Black.
En 1972, elle reçoit un Otto de bronze comme actrice préférée des lecteurs de Bravo (de).

## Filmographie
- 1971 : La Sexualité au travail ou l'Amour au bureau (de)
- 1971 : Bleib sauber, Liebling! (de)
- 1971 : Les Petites Cochonnes (de)
- 1971 : Rudi, benimm dich! (de)
- 1971 : Hochwürden drückt ein Auge zu (de)
- 1972 : Tout se déchaîne au Wolfgangsee
- 1972 : Kinderarzt Dr. Fröhlich
- 1972 : Immer Ärger mit Hochwürden
- 1972 : Une Coccinelle à toute allure
- 1974 : Schwarzwaldfahrt aus Liebeskummer (de)
- 1979 : Ratataplan
- 1989 : Le Voleur de savonnettes
- 1993 : Stefano Quantestorie (it)